# Světový pohár v biatlonu 2018/2019 – Ruhpolding
5. podnik Světového poháru v biatlonu v sezóně 2018/19 probíhal od 16.  do 20. ledna 2019 na biatlonovém stadiónu Chiemgau-Arena v německém Ruhpoldingu. Na programu podniku byly závody ve sprintech, mužské i ženské štafety a závody s hromadným startem.
Konání závodů bylo ohroženo, protože v Alpách napadlo v předcházejícím týdnu velké množství sněhu a technika, ale i příslušníci armády a záchranných složek museli být nasazeni na potřebnějších místech.

## Program závodů
Oficiální program:
| Datum     | Disciplína                       | Začátek (SEČ) | Počet závodníků |
| --------- | -------------------------------- | ------------- | --------------- |
| 17. ledna | Sprint (muži)*                   | 11:00         | 111             |
| 17. ledna | Sprint (ženy)                    | 14:30         | 103             |
| 18. ledna | Štafeta muži                     | 14:30         | 27 týmů         |
| 19. ledna | Štafeta ženy                     | 14:30         | 22 týmů         |
| 20. ledna | Závod s hromadným startem (muži) | 12:15         | 30              |
| 20. ledna | Závod s hromadným startem (ženy) | 14:40         | 30              |

* Kvůli přívalům nového sněhu v Ruhpoldingu byl sprint mužů přesunut z 16. ledna.

## Průběh závodů

### Sprinty
V průběžném pořadí sprintu mužů se dlouho udržoval v čele bezchybně střílející Nor Tarjei Bø. Jeho bratr Johannes Thingnes Bø byl na lyžích opět nejrychlejší, ale při druhé střelbě nezasáhl jeden terč. Ze střelnice odjížděl o necelých pět vteřin druhý, ale již před prvním mezičasem se dostal na průběžně první místo, které si udržel až do cíle a zvítězil.
Českým reprezentantům se závod vydařil pouze střelecky: Michal Krčmář, Ondřej Moravec i Jakub Štvrtecký neudělali na střelnici ani jednu chybu. Všichni ale běželi pomalu. Nejlépe dojel Michal Krčmář na 25. místě.
Ani českým ženám se ve sprintu nevedlo. Špatně střílely (přestože podmínky na střelnici byly oproti předcházejícím závodům v Oberhofu dobré) a až na výjimky pomalu běžely. Nejlépe dojela Markéta Davidová na 50. pozici. V závodě zvítězila bezchybně střílející Anastasia Kuzminová která opět dosáhla nejrychlejšího běžeckého času ve všech kolech. Druhá Lisa Vittozziová prohrála s Kuzminovou vinou horšího běhu, především v prostředním kole.

### Štafety
V mužské štafetě se od druhého úseku drželi v čele norští reprezentanti, kteří si na třetím úseku vypracovali náskok přes půl minuty. Díky lepší střelbě je však dostihli němečtí závodníci a do posledního kola tak vyjížděli Johannes Thingnes Bø a Benedikt Doll společně. Na konci nejprudšího stoupání Bø zrychlil a během několika kroků získal rozhodující náskok. Norové tak vyhráli mužskou štafetu v Ruhpoldingu popáté v řadě. Za českou štafetu jel první úsek Ondřej Moravec. Přes jednu chybu při střelbě vstoje se udržoval ve vedoucí skupině a předával sice na pátém místě, ale se ztrátou jen půl sekundy na čelo závodu. Michal Krčmář pak udělal celkem dvě chyby na střelnici, navíc musel vinou špatné manipulace dobíjet ještě jeden náboj. Na trati se však dokázal udržet Martina Fourcada a i proto předával Jakubu Štvrteckému jako čtvrtý. Ten udělal při střelbě jednu chybu, a i když v druhém kole mírně ztrácel, ve třetím dosáhl čtvrtého nejlepšího běžeckého času a dojel svůj úsek na pátém místě. Michal Krčmář však při každé střelbě nezasáhl dva terče a protože okolní štafety chybovaly méně, odjížděl do posledního kola jako sedmý. V něm vinou pomalejšího běhu klesl až na 9. pozici, ale v cílové rovině zaspurtoval, předjel Itala Dominika Windische a vybojoval pro českou štafetu osmé místo.
V soutěži žen mnoho reprezentací – např. Finsko, Rusko nebo Itálie – nenasadilo svoji nejsilnější sestavu. Mezi prvními dvěma týmy se celý závod držela Francie, která udělala na střelnici také nejméně chyb. I proto se od druhého úseku udržovala s menším náskokem v čele a v závodě zvítězila. Druhé dojelo Norsko, které na toto místo posunula v třetím úseku Tiril Eckhoffová, když předjela nakonec třetí německou štafetu. Za české ženy zahájila závod Eva Puskarčíková, která nezasáhla jen jeden terč a předávala na čtvrtém místě. Jessica Jislová, která nahradila Lucii Charvátovou, zpočátku čistou střelbou udržela svoji pozici, ale v běhu výrazně ztrácela. Když při střelbě vstoje udělala dvě chyby, klesla na 14. místo. Markéta Davidová pak vleže nezasáhla ještě o jeden terč víc, navíc pomalu střílela a česká štafeta se ocitla až na 18. pozici. Davidová se však rychlým během a další čistou střelbou posunula na předávce o devět míst dopředu. V posledním úseku Veronika Vítková, chybující na střelnici jen jednou, uhájila deváté místo až do cíle.

### Závody s hromadným startem
Také v tomto závodě zvítězil Johannes Thingnes Bø, i když jeho vítězství nebylo jednoznačné. Za dobrých povětrnostních podmínek střílela v prvních střelbách většina závodníků čistě. Na poslední střelbu přijížděl Bø spolu se svým bratrem Tarjeiem Bø, Martinem Fourcadem a Julianem Eberhardem. Všichni však při ní chybovali, a protože druhá skupina závodníků střílela čistě, odjížděl Bø až šestý se ztrátou osmi sekund. Před mezičasem se však dostal do čela a i když se mu nepodařil nástup jako ve štafetě, přijížděl na stadion první. Za ním bojovali Eberhard s Francouzem Quentinem Fillonem Mailletem. I když Eberhard zkřížil v poslední zatáčce Mailletovi stopu, podle jury se tím nedopustil žádného porušení pravidel a dojel druhý. Čeští reprezentanti opět dobře stříleli (Ondřej Moravec jako jediný ze dvou závodníků čistě), ale pomaleji jeli – Ivan Masařík to jako expert při přenosu České televize a později i sami reprezentanti analyzovali,  že neměli dobře připravené lyže. „Když od začátku musíte do toho bušit víc než ostatní, protože ty lyže nejsou optimální, tak se to pak podepíše ke konci závodu,“ řekl Krčmář. I když se po třetí střelbě dostali na šesté a sedmé místo, Moravec nakonec díky třetímu nejpomalejšímu běhu skončil na 15. místě a Michal Krčmář o tři pozice za ním.
V závodě žen, do kterého se české reprezentantky neprobojovaly, se zpočátku udržovala v čele většina favoritek. Při třetí nebo čtvrté střelbě však všechny chybovaly a tak se do čela dostala Němka Franziska Preussová, kterou před polovinou kola dojela Norka Ingrid Tandrevoldová, obě bezchybně střílející. Vzájemně se vystřídaly ve vedení, ale Preussová vjížděla do cílové roviny jako první a přes finiš Tandrevoldové dokázala první místo o 0,2 vteřiny udržet.

## Umístění na stupních vítězů

### Muži
| Disciplína                        | 1. místo                                                                      | Výkon     | 2. místo                                                    | Výkon     | 3. místo                                                                         | Výkon     |
| Sprint (10 km)                    | Johannes Thingnes Bø                                                          | 22:56,3   | Tarjei Bø                                                   | 23:04,2   | Benedikt Doll                                                                    | 23:06,8   |
| Závod s hromadným startem (15 km) | Johannes Thingnes Bø                                                          | 36:43,8   | Julian Eberhard                                             | 36:43,8   | Quentin Fillon Maillet                                                           | 36:46,6   |
| Štafeta (4×7,5 km)                | Norsko Lars Helge Birkeland Vetle Christiansen Tarjei Bø Johannes Thingnes Bø | 1:09:54,3 | Německo Roman Rees Johannes Kühn Arnd Peiffer Benedikt Doll | 1:10:07,8 | Francie Émilien Jacquelin Martin Fourcade Quentin Fillon Maillet Simon Desthieux | 1:10:20,5 |

### Ženy
| Disciplína                          | 1. místo                                                                      | Výkon     | 2. místo                                                                                     | Výkon     | 3. místo                                                                          | Výkon     |
| Sprint (7,5 km)                     | Anastasia Kuzminová                                                           | 19:15,1   | Lisa Vittozziová                                                                             | 19:26,6   | Hanna Öbergová                                                                    | 19:44,2   |
| Závod s hromadným startem (12,5 km) | Franziska Preussová                                                           | 32:34,0   | Ingrid Tandrevoldová                                                                         | 32:34,2   | Paulína Fialková                                                                  | 32:49,1   |
| Štafeta (4×6 km)                    | Francie Julia Simonová Anaïs Bescondová Justine Braisazová Anaïs Chevalierová | 1:09:27,7 | Norsko Synnøve Solemdalová Ingrid Tandrevoldová Tiril Eckhoffová Marte Olsbuová Røiselandová | 1:09:39,2 | Německo Vanessa Hinzová Laura Dahlmeierová Franziska Preussová Denise Herrmannová | 1:09:51,1 |

## Pořadí zemí
| Pořadí | Země      | 1. místo | 2. místo | 3. místo | Celkově |
| ------ | --------- | -------- | -------- | -------- | ------- |
| 1.     | Norsko    | 3        | 3        | 0        | 6       |
| 2.     | Německo   | 1        | 1        | 2        | 4       |
| 3.     | Francie   | 1        | 0        | 2        | 3       |
| 4.     | Slovensko | 1        | 0        | 1        | 2       |
| 5.     | Itálie    | 0        | 1        | 0        | 1       |
| 5.     | Rakousko  | 0        | 1        | 0        | 1       |
| 7.     | Švédsko   | 0        | 0        | 1        | 1       |
|        | Celkem    | 6        | 6        | 6        | 18      |